# Michael Goldenberg
Michael Goldenberg (New York, 18 gennaio 1965) è un drammaturgo, sceneggiatore e regista statunitense, noto ai più per aver scritto i film Peter Pan, Contact e Harry Potter e l'Ordine della Fenice.

## Biografia
Debutta nel mondo del cinema nel 1996, dirigendo e sceneggiando Amare è, un film romantico con principali interpreti Christian Slater, Josh Brolin e Mary Stuart Masterson. 
L'anno successivo partecipa come cosceneggiatore al film fantascientifico Contact, e nel 2003 scrive Peter Pan di P.J. Hogan.
Per un breve periodo ha partecipato a Nel paese delle creature selvagge (Where the Wild Things Are), un film d'avventura prodotto da Legendary Pictures e Warner Bros., ma ha poi abbandonato il progetto.
Ha lavorato alla serie cinematografica di Harry Potter, stendendo alcune pagine di copione per il primo film ma lasciando il posto al più benvoluto Steve Kloves, e occupandosi della sceneggiatura del quinto. 
È stato scritturato per sceneggiare il quarto episodio durante il novembre 2004, ma in concorrenza a lui c'era Kloves, che è stato ovviato dai più, lasciando a Goldenberg l'opportunità del quinto film .
Dopo essersi conclusa l'avventura in Harry Potter, è stato annunciato che si sarebbe dedicato a scrivere e dirigere un dramma ambientato nel futuro per la Warner Bros., tornando quindi alla sua passione per la drammaturgia.

## Filmografia

### Regista e sceneggiatore
- Amare è... (Bed of Roses) (1996)

### Sceneggiatore
- Contact, regia di Robert Zemeckis (1997)
- Peter Pan, regia di P. J. Hogan (2003)
- Harry Potter e l'Ordine della Fenice (Harry Potter and the Order of the Phoenix), regia di David Yates (2007)
- Lanterna Verde (Green Lantern), regia di Martin Campbell (2011)
- Artemis Fowl, regia di Kenneth Branagh (2020)